# Vulišinec
Vulišinec is een plaats in de gemeente Lepoglava in de Kroatische provincie Varaždin. De plaats telt 258 inwoners (2001).